# Glasul Libertății
Glasul libertății a fost o revistă care a apărut la Cluj între 23 august 1920 și 27 septembrie 1923, cu subtitlul Foaie pentru popor, organ al partidului național român.
Director și fondator al revistei a fost Emil Hațieganu iar redactor șef (din 1921) Iustin Ilieșu. În editorialul “Către cititori” se spune: “Vom ține la curent pe cititorii noștri cu tot ce se întâmplă în țară și în lumea întreagă” (Glasul libertății nr. 17, anul II). La revista au colaborat Vasile Al. George, T. Cruceanu, Valeriu Henegariu, I. Agârbiceanu. 
Revista, cu aparție neregulată, a publicat poezii, traduceri, fragmente dintre care și texte apaținând lui George Coșbuc, Mihai Eminescu, Vasile Alecsandri, Ion Agârbiceanu, Nichifor Crainic.